# Дон Флеминг
Дон Флеминг (англ. Don Fleming; род. 25 сентября 1957, Валдоста, Джорджия, США) — американский музыкант и продюсер. Был участником таких музыкальных коллективов как Velvet Monkeys, B.A.L.L. и Gumball. Также известен как продюсер музыкальных групп Sonic Youth, Screaming Trees, Teenage Fanclub и Hole.

## Биография
Родился 25 сентября 1957 года в Валдосте, штат Джорджия.
Дон Флеминг начал музыкальную карьеру в конце 1980-х годов, будучи участником адельской гаражной панк-рок группы The Stroke Band. Группа выпустила единственный альбом Green and Yellow в 1978 году под лейблом Abacus Records.
После переезда в Норфолк Флеминг вместе с Элани Барнес, Марком Майерсом и Стивеном Соулсом основал группу новой волны Citizen 23. После распада коллектива большинство участников, включая Флеминга, перебралось в Вашингтон и осенью 1981 года сформировали психоделическую группу Velvet Monkeys, в которой Дон играет и по сей день.
Флеминг спродюсировал альбомы ряда музыкантов, среди которых Sonic Youth, Hole, Teenage Fanclub, The Posies, Элис Купер, The Dictators, Джоан Джетт, Нэнси Синатра, Screaming Trees и ряда других.

## Список спродюсированных альбомов
| Год         | Исполнитель     | Альбом                  |
| ----------- | --------------- | ----------------------- |
| 1990-е годы |                 |                         |
| 1991        | Hole            | Pretty on the Inside    |
| 1991        | Teenage Fanclub | The King                |
| 1991        | Teenage Fanclub | Bandwagonesque          |
| 1992        | Screaming Trees | Sweet Oblivion          |
| 1994        | Элис Купер      | The Last Temptation     |
| 1995        | Teenage Fanclub | Deep Fried Fanclub      |
| 2000-е годы |                 |                         |
| 2001        | Пит Йорн        | Musicforthemorningafter |